# Об'єкт 142
Об'єкт 142 — радянський дослідний середній танк. У серію не пішов.

## Історія створення
Після припинення в 1957 році робіт над створенням «Об'єкту 140» директор Заводу № 183 на прохання Карцева Л. Н. направив лист начальнику бронетанкових військ Полубоярову П. П. та Міністру оборони Устинову Д. Ф. з проханням про розробку нового середнього танку з індексом ГБТУ «Об'єкт 142».
Машина повинна була оснащуватися танковою гарматою Д-54 і при цьому мати максимальну уніфікацію із середнім танком Т-54Б, від якого планувалося запозичувати моторно-трансмісійне відділення і елементи ходової частини. Корпус машини передбачалося створювати на базі «Об'єкту 140». У першій половині 1958 року було виготовлено перший дослідний зразок. Восени він пройшов випробування. Після аналізу даних роботи над «Об'єктом 142» були припинені.

## Опис конструкції

### Броньовий корпус і башта
Компонування машини було аналогічним танку «Об'єкт 140». У передній частині корпусу по лівому борту знаходилося відділення управління. На даху корпусу розташовувався вхідний люк механіка-водія. Місце механіка-водія було обладнано органами управління танком, а також контрольними приладами і допоміжним озброєнням танка (курсовим кулеметом). Для аварійного покидання машини, за сидінням механіка-водія розташовувався запасний люк. У середній частині корпусу знаходилося бойове відділення. Бойове відділення було аналогічно досвідченому танку «Об'єкт 140». У кормовій частині корпусу знаходилося моторно—трансмісійне відділення. Від бойового відділення МТВ розділяла сталева перегородка. Компонування МТВ було повністю аналогічне танку Т-54Б.
Корпус танка являв собою зварену конструкцію. Лобові листи мали товщину 100 мм. Верхній забезпечував захист на будь-якій дистанції від бронебійного тупоголового снаряда, який мав початкову швидкість до 930 м/с, нижній лист міг захистити від аналогічних снарядів з початковою швидкістю 865 м/с. Верхня частина бортів виготовлялася з броньових вальцованих листів змінного перерізу. Перед зварюванням листи вигиналися, в результаті поперечний переріз корпусу мав форму чарки. Бронестійкість бортів корпусу була на рівні лобових листів в секторі обстрілу ± 22,5°. Кришка моторно-трансмісійного відділення виготовлялася методом штампування.
Верхня частина корпусу в зоні установки башти була аналогічна танку «Об'єкт 140», це дозволило встановити на танк башту зі збільшеним діаметром погона до 2250 мм. Конструкція башти була лита з вварним штампованим дахом. У секторі обстрілу ± 45° лобова частина башти забезпечувала захист аналогічну лобовим листам корпусу. У кормі башти був люк для викиду стріляних гільз. Зенітна кулеметна установка були скасована, однак висока башта над місцем заряджаючого залишилася.

### Озброєння
Як основне озброєння використовувалася 100 мм нарізна танкова гармата Д—54ТС. Боєкомплект становив 45 пострілів. Додатково, з гарматою встановлювався спарений 7,62 мм кулемет. Крім того, у механіка водія встановлювався курсової кулемет. Загальний боєкомплект становив 3500 патронів. У комплект особистої зброї екіпажу входили два автомата АК, 12 ручних гранат Ф-1 і сигнальний пістолет.

### Прилади зв'язку та спостереження
Місце механіка—водія оснащувалося двома перископічними оглядовими приладами. Прилади встановлювалися в шахти у верхньої кромки лобового листа і розташовувалися під кутом 15° один до одного. Прилади оснащувалися системою очищення від пилу і бруду. У нічний час механік водій використовував прилад нічного бачення ТВН—2, встановлюючи його, замість лівого оглядового приладу. Підсвічування місцевості здійснювалася за допомогою фари ФГ-100. Для наведення основної гармати місце навідника забезпечувалося телескопічним прицілом ТШ—2А для ведення вогню вдень і нічним прицілом ТПН-1 для роботи в нічних умовах.

### Двигун і трансмісія
«Об'єкт 142» оснащувався дизельним двигуном В—55 потужністю 580 к.с. Основні вузли і агрегати силової установки були запозичені від серійного танка Т-54Б, винятком були: паливні баки і підігрівач, які запозичувалися від танка «Об'єкт 140». Сумарна ємність паливних баків становила 1000 літрів, а запас ходу по шосе — 500 км. Трансмісія відрізнялася від танка Т—54Б тільки комбінованими бортовими редукторами і приводом повітряного компресора від коробки передач.

### Ходова частина
Ходова частина в цілому аналогічна Т-54Б. Змін зазнало розташування опорних котків, завдяки використанню нового корпусу та башти «Об'єкт 142» мав більш рівномірний розподіл маси по всій довжині машини.